# Ignatius Harsono
Ignatius Harsono, né le 15 décembre 1922 à Delanggu dans la province du Java central et mort le, est un prélat indonésien, évêque du diocèse de Bogor en Indonésie de 1975 à 1993.

## Biographie
Il est ordonné prêtre le 6 janvier 1975 par Ignatius Harsono pour l'Archidiocèse de Semarang.
Le 30 janvier 1975, le pape Paul VI le nomme évêque de Bogor. Il reçoit l'ordination épiscopale des mains de Justinus Darmojuwono.
Il meurt le 1er mars 2000.